# Otto Jochum
Otto Jochum (ur. 18 marca 1898 w Babenhausen, zm. 24 października 1969 w Bad Reichenhall) – niemiecki kompozytor i dyrygent.

## Życiorys
Brat Eugena i Georga Ludwiga. Uczył się początkowo teorii muzyki oraz gry na organach i fortepianie od ojca, Ludwiga Jochuma. Następnie studiował w konserwatorium w Augsburgu i Akademie der Tonkunst w Monachium. Jego nauczycielami byli Heinrich Kaspar Schmid, Gustav Geierhaas i Joseph Haas. W 1932 roku za oratorium Der jüngste Tag przyznano mu pruską nagrodę państwową. W latach 1932–1951 był dyrektorem Städtische Singschule w Augsburgu, gdzie w 1935 roku założył pierwsze w Niemczech seminarium dla nauczycieli śpiewu i dyrygentów chóralnych. Prowadził własny Jochum-Chor. W 1951 roku ze względu na zły stan zdrowia wycofał się z działalności publicznej i zamieszkał w Weißbach koło Bad Reichenhall.
Skomponował około 250 utworów, głównie na chór, wykorzystujących elementy niemieckich pieśni ludowych. Był autorem m.in. Goethe-Sinfonie (1941) i Florianer-Sinfonie (1946), 2 oratoriów (Der jüngste Tag i Ein Weihnachtssingen), 12 mszy.